# Ferdino Hernandez
Ferdino Hernandez (Amersfoort, 25 mei 1971) is een voormalig Nederlands voetballer. Hij speelde als linkshalf of linksbuiten.
Zijn carrière begon in 1994 bij FC Utrecht en later speelde hij voor AZ, Wigan Athletic (Engeland), Hapoel Kfar-Saba (Israël) en Cambuur Leeuwarden waar hij zijn loopbaan in 2003 afsloot. Tijdens dit laatste seizoen werd hij na problemen met de trainer nog uit de A-selectie verwijderd. In 2004 speelde hij vier interlands voor het Nederlands-Antilliaans voetbalelftal.